# Inkarri Islam
Inkarri Islam, oficialmente llamado Centro Islámico en el Perú, es una organización sin ánimo de lucro que se encuentran en el departamento de Apurímac. Es reconocida por unificar conceptos de la cultura andina y los preceptos del islam.

## Origen
Según Diario Correo en 2015, el islam tuvo un crecimiento considerable en el departamento de Apurímac.
Fue fundado por Edwar Quiroga Vargas como una organización de los derechos de pueblos originarios andinos. Quiroga es un converso musulmán chiita que se considera un seguidor del etnocacerismo, (ideología tachada de extrema izquierda o fascista) y del ALBA.
Quiroga también se define como antisionista y ecologista. No tiene relación alguna con la Asociación Islámica del Perú de rama musulmana sunita.

### Actividad social
En varias oportunidades Inkarri islam fue tachado de incentivar protestas sociales en los andes peruanos como es el caso del proyecto minero Tía María.
En 2016, la organización se expresó sobre la posible concesión del proyecto:

Cuando fue presidente [Alejandro] Toledo, los judíos le imponen a PPK. Este negocia con Xstrata Cooper la venta de Las Bambas, luego ellos lo revenden (...) Acá llamamos a la unidad cívico militar para defender la patria, esta unidad grande del Perú y el Tahuantinsuyo (...) Es momento de que los militares y civiles del pueblo organizado nos juntemos.

En 2019, participaron activamente en las protestas contra el también proyecto minero Las Bambas, junto con otras organizaciones civiles.

## Crítica
En diversas ocasiones a Inkarri Islam se le ha criticado sus nexos con grupos y gobiernos de izquierda política, así como su simpatía por Hezbolá, organización paramilitar del Líbano, considerada terrorista por varios gobiernos. Incluso es acusada de tener vínculos con Irán.
En 2016 a raíz de las protestas contra Tía María, la congresista por el APRA Luciana León acusó a Inkarri Islam de ser representante de Hezbolá en Perú, además de trabajar con los remanentes de Sendero Luminoso para desestabilizar el sur del país.
El escritor Aldo Mariátegui por el contrario considera exagerado el miedo hacia Inkarri Islam y a los musulmanes peruanos en general.